# Archivo Nacional (Filipinas)
El Archivo Nacional (filipino: Pambansang Sinupan ng mga Tala; inglés: National Archives) es una agencia del gobierno de Filipinas bajo la Comisión Nacional para la Cultura y las Artes.
Se sitúa en la Avenida Kalaw en Manila.